# Eurocopter AS355 Ecureuil 2
El AS355 Ecureuil 2 (también conocido como Twin Squirrel) es un helicóptero ligero bimotor originalmente fabricado por la compañía francesa Aérospatiale, posteriormente Eurocopter y ahora parte del Grupo Airbus Helicopter, como una versión bimotor del modelo monomotor AS 350 Ecureuil. El AS355 es comercializado en América del Norte como TwinStar.

## Operadores

### Militares
Argelia
- Fuerza Aérea Argelina - AS355.[1]

 Argentina
- Prefectura Naval Argentina - 2 AS355NP (PA-80, PA-81)[2]

 Brasil
- Fuerza Aérea Brasileña - HB355F2 (designated H-55)[3]
- Marina Brasileña - AS355F2 (designated UH-13)[4]

 Camboya
- Real Fuerza Aérea Camboyana - 1 AS355.[5]

 Chile
- Ejército de Chile HB355

 Yibuti
- Fuerza Aérea de Yibuti - AS355.[6]

 Francia
- Ejército del Aire Francés - AS355.[7]

 Jamaica
- Fuerza de Defensa de Jamaica - AS355N

 Malaui
- Ejército de Malawi - AS355.[8]

 Uruguay
- Armada Nacional de Uruguay - AS355.[9]

 Trinidad y Tobago
- Fuerza de Defensa de Trinidad y Tobago. AS355.

 Venezuela
- Guardia Nacional Bolivariana de Venezuela - AS355.[10]

### Policiales

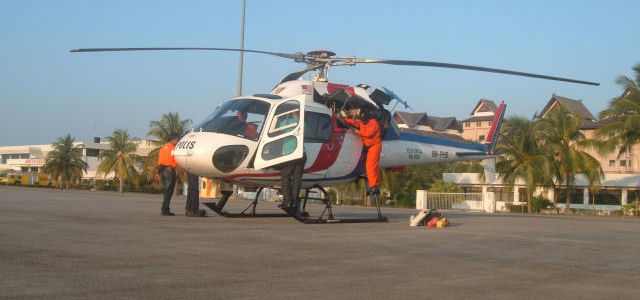
AS355N Twin Squirrel de la Unidad Aérea de la Real Policía Malaya.

Austria
- Policía de Austria[11] operates two AS355 F2s and two AS355 Ns.

 Bielorrusia
- La Guardia Costera utiliza un AS355NP Ecureuil 2.,[12] three on order.

 Brasil
- Policía Militar del Estado de São Paulo: doce AS-355N

 Canadá
- Policía Provincial de Ontario: S335F2R TwinStar.

 Irlanda
- Garda Air Support Unit: AS355N Squirrel.[13]

 Nueva Zelanda
- Policía de Nueva Zelanda: utiliza dos AS355 F1.

 Filipinas
- Policía Nacional de Filipinas[14]

 Trinidad y Tobago
- Special Anti-Crime Unit of Trinidad & Tobago (SAUTT): utiliza un AS355 F2.

 España
- Mozos de Escuadra: utiliza 2 AS355 y otro para vigilancia del tráfico
- Ertzaintza: utiliza 2 AS355
- Policía Foral: utiliza 2 AS355 operados por el Gobierno Foral de Navarra

 Estados Unidos
- Policía Estatal de Massachusetts: utiliza 4 AS355 N TwinStars.
- Condado de Salt Lake: el Sheriff utiliza un AS355 N.

### Civiles
España
- Dirección General de Tráfico
- Agencias forestales
- Sky Helicopters
- BG Helicopters
- Eliance Helicopters
- Babcock MTS

## Especificaciones (AS 355 F2)
Referencia datos: Jane's All The World's Aircraft 1988-89.

### Características generales
- Tripulación: 1 piloto
- Capacidad: 6 pasajeros
- Longitud: 12,94 m
- Diámetro rotor principal: 10,69 m
- Altura: 3,14 m
- Área circular: 89,75 m²
- Peso vacío: 1305 kg
- Peso máximo al despegue: 2600 kg
- Planta motriz: 2× Turboeje Allison 250-C20F.
  - Potencia: 313 kW 420 HP cada uno.

### Rendimiento
- Velocidad nunca excedida (Vne): 278 km/h
- Velocidad crucero (Vc): 224 km/h
- Alcance: 703 km
- Techo de vuelo: 3400 m (11 150 ft)
- Régimen de ascenso: 6,5 m/s (1280 ft/min)

## Variantes

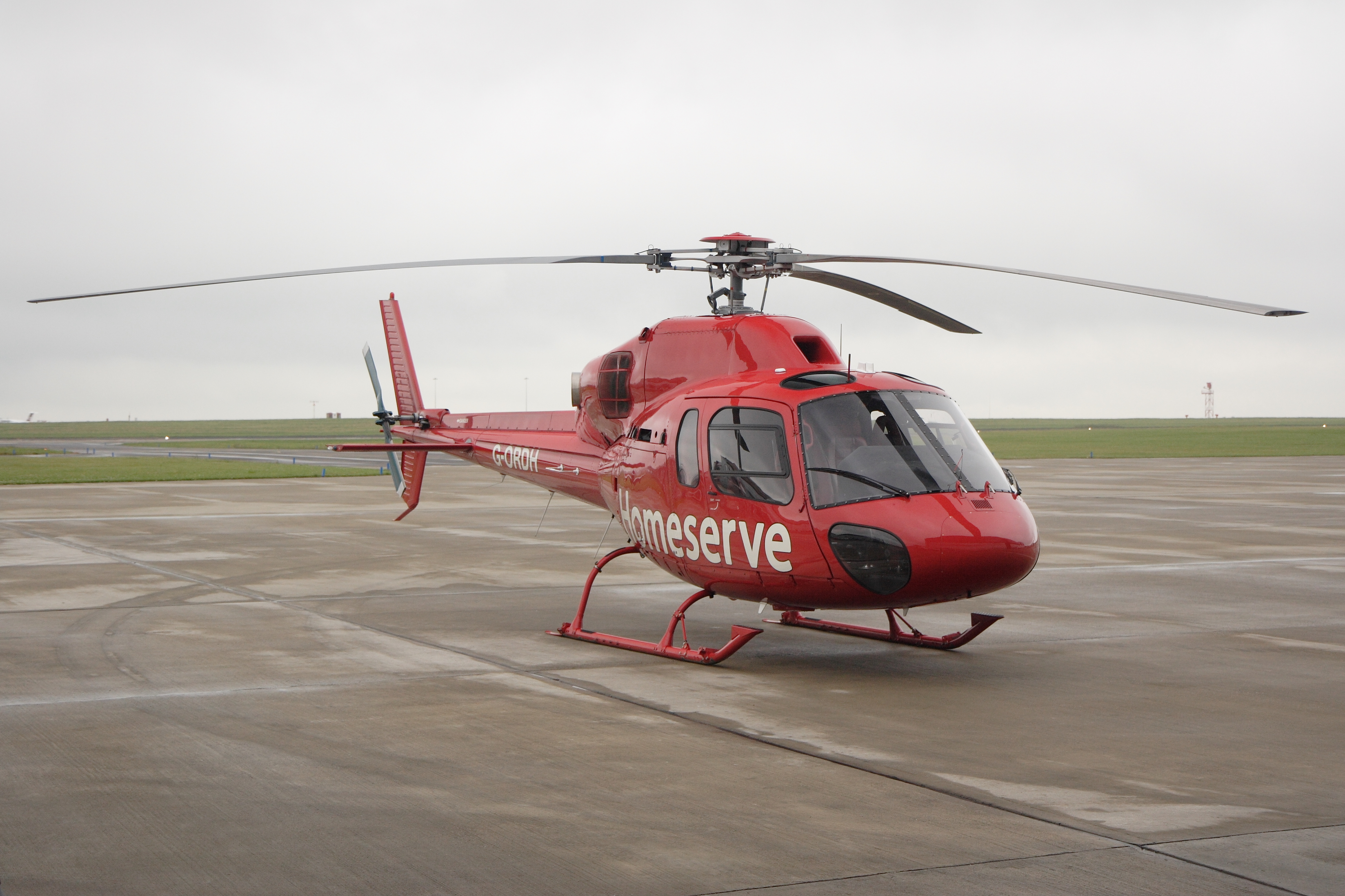
AS355N Twin Squirrel

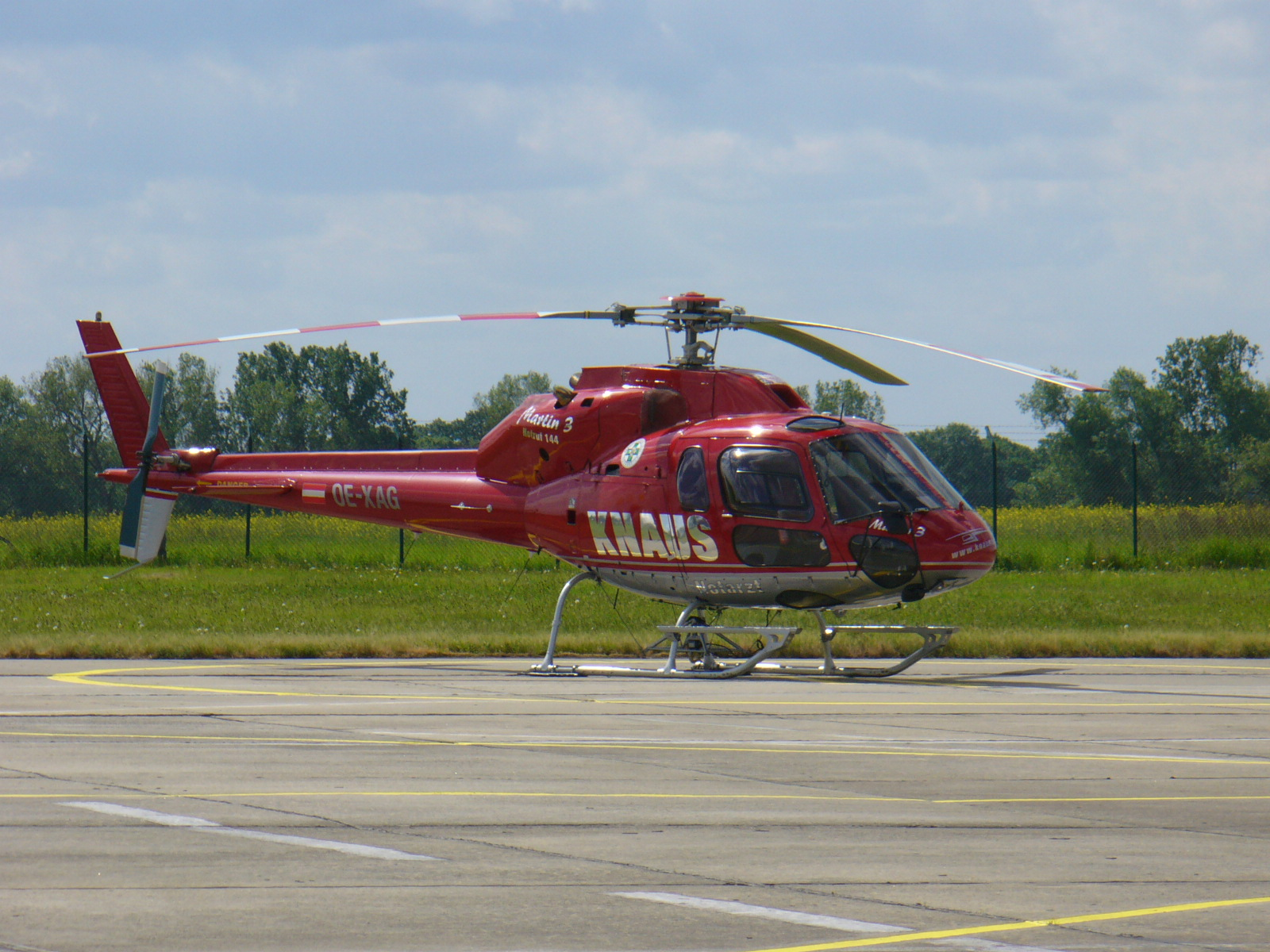
AS355F1 Ecureuil 2

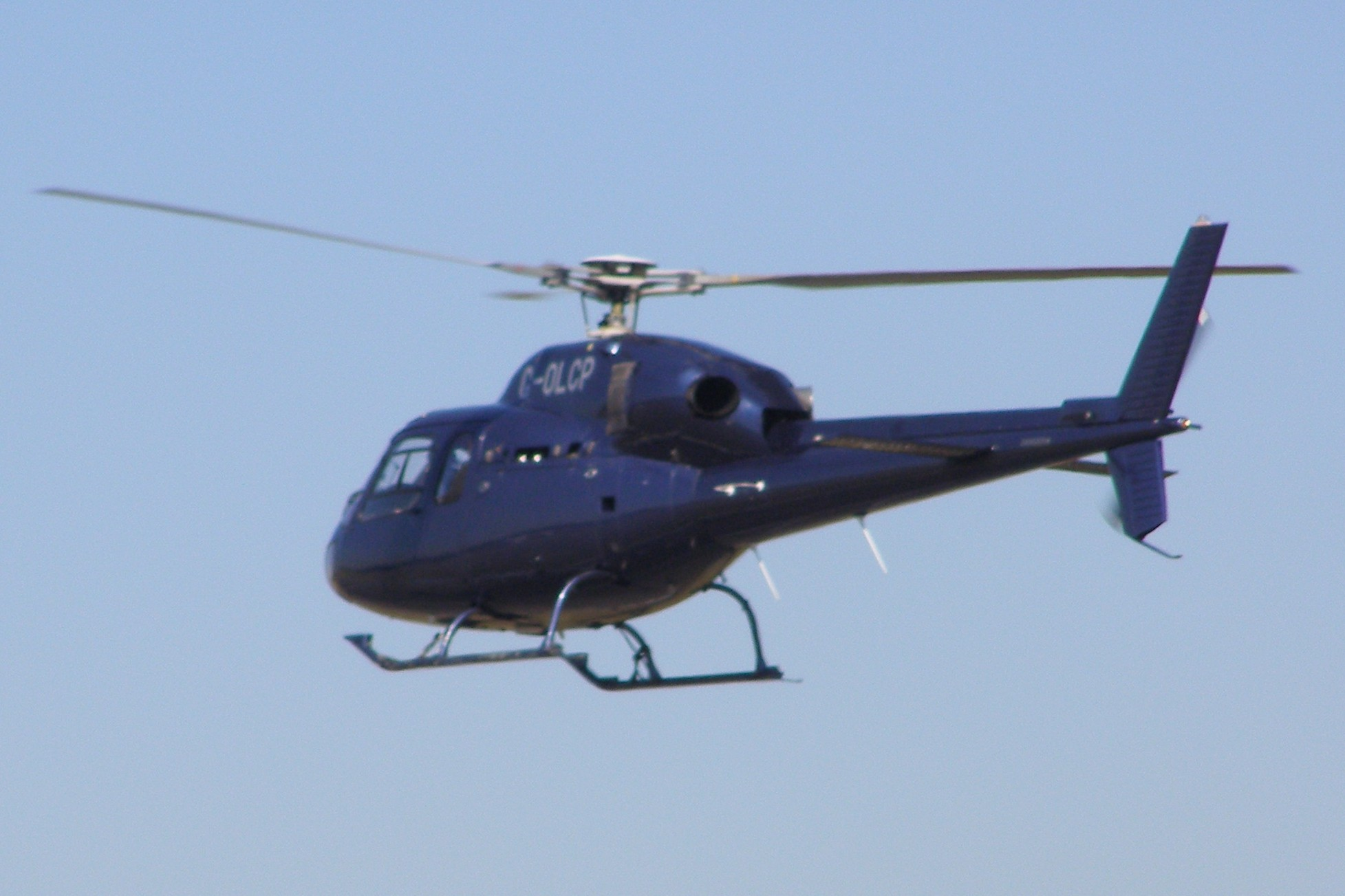
AS 355N en 2006

AS355
Prototipo bimotor del Ecureuil 2 o Twin Squirrel.
AS355 E
Versión de producción inicial, propulsada por dos motores turboeje Allison 250. Modelo conocido como Twin Star en Estados Unidos y Canadá.
AS355 F
Versión mejorada, con sistemas y palas de rotor mejorados.
AS355 F1
Versión propulsada por motores Allison C20F. Peso máximo al despegue (MTOW) de 2.400 kg.
AS355 F2
Versión propulsada por motores Allison C20F repotenciados con nueva transmisión para aumentar el MTOW a 2.540 kg, y con un acumulador hidráulico para un mejor control del rotor de cola.
AS355 M
Primera versión armada del AS355 F1.
AS355 M2
Versión armada del AS355 F2. Reemplazado por el modelo militar AS555 Fennec.
AS355 N Ecureuil 2
Versión equipada con dos motores turboeje Turbomeca Arrius 1A y sistema FADEC para un incrementar el MTOW (2600 kg) y mejor rendimiento de motor individual. Conocido como TwinStar en Estados Unidos. Larguero del rotor de cola mejorado.
AS355 NP Ecureuil 2
Introducida en 2007, esta versión está equipada con dos motores turboeje Turbomeca Arrius 1A1 y a una transmisión basada en la del AS350 B3, incrementa el MTOW a 2800 kg.
HB.355F Ecureuil 2
Versión fabricada bajo licencia en Brasil por Helibras.
HB.355N Ecureuil 2
Versión fabricada bajo licencia en Brasil por Helibras.

### Conversiones de posproducción
Heli-Lynx 355FX1
Propulsado pro motores Allison C20F. Certificaciones FAA, TC, y EASA.
Heli-Lynx 355FX2
Propulsado por motores Allison C20F. Certificaciones FAA, TC, y EASA.
Heli-Lynx 355FX2R
Propulsado por motores Allison C20R. Certificaciones FAA y TC.
Starflex AS355F1R
AS355 F1 propulsado por motores Allison C20R. Certificaciones FAA, TC, y EASA.
Starflex AS355F2R
AS355 F2 propulsado por motores Allison C20R y con palas del rotor de cola optimizadas. Certificaciones FAA, TC, y EASA.

### Desarrollos relacionados
- Eurocopter AS 350 Ecureuil
- Eurocopter AS 555 Fennec
- Eurocopter EC 130

### Aeronaves similares
- Bell 427
- MD Helicopters MD Explorer

### Secuencias de designación
- Helicópteros civiles del Grupo Eurocopter: EC120 · EC130 · EC135 · EC145 · EC155 · EC175 · EC225 · AS332 · AS350 · AS355 · AS365